# تايلر هانسن
تايلر هانسن (بالإنجليزية: Tyler Hansen)‏ هو لاعب كرة قدم أمريكية أمريكي، ولد في 6 ديسمبر 1989 في إسكونديدو في الولايات المتحدة.